# Cernach mac Congalaig
Cernach mac Congalaig (mort en 818) fut roi de Brega  issu du sept Uí Chonaing de Cnogba (Knowth) 
du Síl nÁedo Sláine une lignée des Uí Néill du sud. Il est le fils de Congalach mac Conaing (mort en 778) et le frère de
Flann mac Congalaig (mort en 812), les précédents rois. Il règne de 812 à 818.
Pendant les premières décennies du VIIIe siècle une rivalité intense existe entre les lignées du nord du Síl nÁedo Sláine représentées 
par les Uí Chonaing et les lignées sud représentées par les Uí Chernaig de  Lagore. Cette rivalité est interrompue par la menace commune que fait peser sur eux la montée en puissance de la dynastie parente et rival du Clan Cholmáin d'Uisneach également issu des Uí Néill du sud. Pendant le règne de  Cernach cette vieille rivalité resurgit de nouveau, les annales relèvent une escarmouche en 817 entre le  Ciannachta (en)  et les hommes du sud Brega, dans laquelle de nombreux hommes du Ciannachta tombent. À cette époque les Uí Chonaing portent dans les annales  le titre de « roi de Ciannachta  » un groupe de population qu'ils ont soumis au début du VIIIe siècle. L'obit de Cernach dans les annales est significatif dans la mesure où il est le premier membre de son sept à être dénommé roi de Cnogba c'est-à-dire : Knowth (latin: rex Cnodhbai).